# Louangphabang (tỉnh)
Louangphabang (còn viết là Luang Prabang, tiếng Lào: ຫລວງພະບາງ; phiên âm tiếng Việt: Luông-Pha-Băng) là một tỉnh của nước Lào, thuộc địa phận miền bắc. Tỉnh lị của tỉnh, Luang Prabang, từng là cố đô của Vương quốc Lan Xang trong suốt khoảng thời gian từ thế kỷ 13 đến thế kỷ 16. Vào năm 1995, Louangphabang  được UNESCO xếp hạng là Di sản Thế giới về kiến trúc, tôn giáo và văn hóa. Quá trình phát triển có sự pha trộn giữa kiến trúc nông thôn và thành thị trong nhiều thế kỷ, trong đó có ảnh hưởng bởi kiến trúc thời kỳ Pháp thuộc vào thế kỷ 19 và thế kỷ 20.
Các quận huyện của tỉnh Louangphabang gồm: Louangphabang, Xieng Ngeun, Nane, Pak Ou, Nambak, Ngoi, Pak Seng, Phonxay, Chomphet, Viengkham and Phoukhoune. Cung điện Hoàng gia, bảo tàng quốc gia đặt ở cố đô, và Khu Bảo tồn Phou Loei là hai địa danh quan trọng. Các ngôi chùa nổi tiếng trong tỉnh gồm Wat Xieng Thong, Wat Wisunarat, Wat Sen, Wat Xieng Muan, và Wat Manorom.

## Lịch sử
Louangphabang là cố đô của Lan Xang ("vương quốc triệu voi") và là một trong những thành phố lâu đời nhất ở Lào, được thành lập khoảng 1.200 năm trước. Trước đây, nó được biết đến bởi hai tên gọi khác là Muang Swa (hay Muang Sua) và Xieng Dong Xieng Thong. Nó đã trở thành thủ đô đầu tiên của Lào vào thế kỷ 14 khi vua Fa Ngum trở về từ Campuchia, nơi ông và cha của ông đã bị trục xuất bởi vị vua trước, ông của Fa Ngum. Fa Ngum đã được sự hỗ trợ của quốc vương Khmer, đóng đô tại Siem Reap, cho đem theo hàng ngàn quân lính để giúp xây dựng vương quốc của chính mình. Louangphabang được biết đến với cái tên Muang Sua vào khoảng thế kỷ 11, nhưng tên của khu vực này đã bị thay đổi sau khi người Campuchia tặng món quà Phra Bang một bức tượng vàng của Đức Phật. Phra Bang đã trở thành biểu tượng của thành phố, và hình ảnh của Đức Phật đang được trưng bày tại bảo tàng. Vương quốc Nam Chiếu chiếm đóng Muang Sua vào năm 709 và các hoàng tử và các quận công của nó đã thay thế cho tầng lớp quý tộc Thái. Sự chiếm đóng này có thể đã kết thúc trước khi Đế quốc Khmer có sự mở rộng về hướng bắc Đế quốc Khmer thời Indravarman I.
Người Khmer đã thành lập một tiền đồn tại Xay Fong gần Viêng Chăn. Sự mở rộng vương quốc Champa diễn ra ở miền nam Lào tới năm 1070. Chanthaphanit, nhà lãnh đạo của Xay Fong, xâm lược Muang Sua và trở thành người cai trị với sự ra đi của các quận công Nan-chao. Mặc dù Chanthaphanit và con trai của ông đã cai trị lâu dài, triều đại này đã gặp khó khăn với một số lãnh vực, dẫn đến Khun Chuang, người có thể xuất thân từ một bộ lạc Khmu, mở rộng lãnh thổ của mình đến Muang Sua từ 1128 đến 1170. Triều Khun Chuang đã khôi phục lại hệ thống hành chính của người Miên thế kỷ thứ 7. Vùng lãnh thổ này trải qua một thời kỳ ngắn ngủi tự trị Khmer thời Jayavarman VII từ năm 1185 đến năm 1191. Sau đó nó trở thành trung tâm của một vương triều vào thế kỷ 13, nó đã trở nên nổi tiếng bởi các ngôn ngữ Thái với tên Xieng Dong Xieng Thong; năm 1353 nó đã trở thành thủ phủ của Lan Xang. Thủ đô sau đó được chuyển đến Viantaine năm 1560 bởi vua Setthathirath; vào thời điểm đó, Xieng Dong Xieng Thong được đổi tên thành Louangphabang, có nghĩa là "Thành phố của Đức Phật bằng vàng ròng", để thừa nhận món quà Phra Bang nhận được hàng thế kỷ trước đó.
Sau khi Lan Xang gặp rắc rối vào năm 1707, Louangphabang trở thành thủ đô của Vương quốc Luang Phrabang độc lập. Khi Pháp xâm lược Lào, người Pháp đã công nhận Louangphabang là nơi cư trú của hoàng gia Lào. Cuối cùng, nhà cai trị của Louangphabang đã được bổ nhiệm thành thủ lãnh của Chính phủ Bảo hộ Pháp Bảo tại Lào. Khi Lào giành được độc lập, vua của Louangphabang, Sisavang Vong, đã trở thành lãnh chúa của Vương quốc Lào. Năm 1941, sau cuộc chiến Pháp-Thái, Thái Lan chiếm một phần của tỉnh, được đặt tên tỉnh Lan Chang. Vào ngày 9 tháng 3 năm 1945, nước Lào tuyên bố độc lập, và Louangphabang là thủ đô. Đại tá Hans Imfeld, ủy viên của Cộng hòa Pháp, đã đến Louangphabang vào ngày 25 tháng 8 năm 1945 với một đảng du kích Pháp-Lào và nhận được sự thừa nhận từ nhà Vua rằng chế độ bảo hộ vẫn còn hiệu lực.

## Địa lý
Tỉnh có biên giới với tỉnh Phôngsali về phía Bắc, các tỉnh Điện Biên và Sơn La của Việt Nam phía đông bắc, tỉnh Houaphan về phía đông, tỉnh Xiangkhouang về phía đông nam, tỉnh Viêng Chăn về phía nam, tỉnh Oudomxay về phía tây nam, và tỉnh Oudomxay ở phía tây. Có thể đến thành phố Louangphabang bằng đường hàng không qua Bangkok Airways, Lao Airlines hoặc Vietnam Airlines, các hãng này đều có tuyến bay đến Sân bay Quốc tế Louangphabang. Vốn nằm trên một bán đảo hẹp, bị giới hạn đồng thời bởi sông Mekong chảy theo hướng nam dọc theo phía tây của thành phố và sông Mae Kok, một nhánh của sông Mekong chảy từ phía đông nhưng ở góc phía bắc ngay trước chỗ hợp lưu giữa hai con sông. Đỉnh của bán đảo là điểm tọa của một ngôi chùa, gia đình hoàng gia thường xuyên lưu trú ở đó, và vẫn là nơi thờ cúng có sức hút với các tu sĩ Lào cũng như khách du lịch. Ở trung tâm của bán đảo là Núi Phousi cao 150m; một bậc thang dốc dẫn đến một ngôi đền nhìn về hướng thành phố và các con sông.

## Các khu bảo tồn
Tràm chim Quan trọng Phou Louey (IBA) có diện tích 60.070 ha nằm trong Khu Bảo tồn Đa dạng sinh học Quốc gia Nam Et-Phou Louey (NBCA). IBA này cũng nằm trong địa phận các tỉnh Louangphabang và tỉnh Houaphanh. Nó nằm ở độ cao 700m-1.800m so với mực nước biển. Môi trường sống bao gồm [rừng tạp hỗn tạp], rừng bán xanh, rừng xanh núi thấp, rừng xanh trên núi, và đồng cỏ thứ sinh. Các loài chim quí là beautiful nuthatch Sitta formosa, Blyth's kingfisher Alcedo hercules, rufous-necked hornbill Aceros nipalensis, và yellow-vented warbler Phylloscopus cantator.
Khu bảo tồn Phou Loei (PLI) trải rộng trên diện tích 1.465 km2, thuộc các tỉnh Louangphabang và Houaphan. Nó được thành lập vào năm 1993. Địa hình của nó được tạo thành từ những vùng cao nguyên gồ ghề với độ cao từ 500m đến 2.257m và được cống bởi Nam Khan và sông Nam Xuang, có dòng chảy đổ về hướng tây nam. Phân loại địa hình bao gồm 87% rừng. Rừng có dạng hỗn giao và lá rụng lâu năm với sự đa dạng các loài tre và trảng cỏ do tập tục du canh đốt nương phát rẫy. Các loài thú được ghi nhận đang sinh sống trong khu bảo tồn chủ yếu là báo đốm, hổ, và báo, và mèo lớn đặc hữu của khu vực Đông Dương. Đường số 7 và Đường số 1 là những tuyến đường dẫn đến khu bảo tồn; trước đây là từ Phonsavan và sau từ Muang Hiam, trong khi khu vực phía bắc của nó chỉ có một con đường theo mùa; cũng có thể tiếp cận khu bảo tồn này từ Louangphabang.

## Các đơn vị hành chính trực thuộc
Tỉnh được tạo lập từ 12 đơn vị thành chính cấp huyện gồm:
| Bản đồ | Mã                      | Tên tiếng Việt | Tên tiếng Lào |
| ------ | ----------------------- | -------------- | ------------- |
|        |                         |                |               |
| 6-01   | Thành phố Louangphabang | ເມືອງຫຼວງພະບາງ   |               |
| 6-02   | Muang Xiengngeun        | ເມືອງຊຽງເງິນ     |               |
| 6-03   | Muang Nane              | ເມືອງນານ        |               |
| 6-04   | Muang Pak Ou            | ເມືອງປາກອູ       |               |
| 6-05   | Muang Nam Bak           | ເມືອງນ້ຳບາກ      |               |
| 6-06   | Muang Ngoy              | ເມືອງງອຍ        |               |
| 6-07   | Muang Pak Seng          | ເມືອງປາກແຊງ     |               |
| 6-08   | Muang Phonxay           | ເມືອງໂພນໄຊ      |               |
| 6-09   | Muang Chomphet          | ເມືອງຈອມເພັດ     |               |
| 6–10   | Muang Viengkham         | ເມືອງວຽງຄຳ      |               |
| 6–11   | Muang Phoukhoune        | ເມືອງພູຄູນ        |               |
| 6–12   | Muang Phonthong         | ເມືອງໂພນທອງ     |               |

## Dân cư
Theo điều tra năm 2015, tổng dân số trong tỉnh thống kê được là 407.012 người.

## Kinh tế
Trung tâm dệt tự doanh OckPopTok và phòng trưng bày hàng dệt may đặt tại Louangphabang. Nó thiết kế và sản xuất hàng dệt và đồ thủ công mỹ nghệ. Nó được thành lập với tư cách là một đối tác của Hội Phụ nữ Lào và các cộng đồng nghệ nhân khu vực nông thôn khác. OckPopTok giải quyết việc làm cho gần 200 người.

## Danh thắng
Cố đô Louangphabang là địa danh nổi tiếng nhất của tỉnh nó trở thành Di sản thế giới vào năm 1995. Theo một truyền thuyết, Đức Phật đã đến thăm nơi này và dự đoán rằng nó sẽ trở thành một thành phố giàu có và thịnh vượng. Chính trong những thế kỷ sau đó, nó đã trở thành thủ đô của Vương quốc Lan Xang, và là trung tâm của Phật giáo. Thành phố phát triển với các khu hành chính hoàng gia cùng với các đền thờ và tu viện.
Bảo tàng Quốc gia, được xây dựng năm 1904, có các hiện vật các hiện vật tôn giáo của hoàng gia trưng bày ở lối vào, cũng như một viên "thiên thạch" từ mặt trăng. Vào thế kỷ 14, thành phố trở thành địa danh quan trọng, khi đó Louangphabang đã được dùng làm tên cho tỉnh.
Chùa chiền
Có một số ngôi chùa đáng tham quan nằm trong địa bàn cố đô. Chùa Wat Wisunarat có một tháp hình quả dưa hấu, trong khi Wat Xieng Muan với vai trò là một trường nghệ thuật Phật giáo. Chùa Wat That Luang, được xây dựng vào năm 1382, đã bị hư hỏng nặng nề vào năm 1887, nhưng đã được cải tạo vào năm 1919 và năm 1971. Chùa Wat That Luang, được thành lập vào thế kỷ thứ 3 trước Công nguyên bởi các nhà truyền giáo Ashoka, là nơi hỏa táng truyền thống của Hoàng gia Lào. Có thể đi bộ từ Chùa Wat Phabaht đến khu vưc dấu chân phật lớn. Chùa Wat Xieng Maen, được thành lập vào năm 1592, là nơi vua Pha Bang ở trong bảy đêm sau nhiều thập niên nằm trong tay người Thái. Chùa Wat Chomphet, được thành lập vào năm 1888, có 123 bậc dẫn vào chùa, nó gồm hai ngôi chùa. Chùa Wat Manorom có một một bức tượng Đức Phật ngồi cao 6m, bằng đồng.
Chùa Wat Xieng Thong, mang kiến trúc điển hình của người Lào, được xây dựng vào thế kỷ 16 (1559-1560) dưới thời trị vì của vua Thatetthathirath, ở hợp lưu sông Mekong và sông Nam Khan. Nó nổi tiếng trên cả nước và châu Á ở nghệ thuật và kiến trúc Phật giáo. Một hiện vật sử dụng trong tang lễ được giữ, trong khu phức hợp ngôi đền, là một chiếc xe tang được trạm khắc tỉ mỉ và mạ vàng của các cố vương, còn cũng là của vua Sisavangvon. Các nghi lễ hoàng gia đã được tổ chức ở đây cho đến năm 1975. Ngôi chùa có các cửa bằng gỗ được trạm khắc và mạ vàng, miêu tả cảnh sống của Đức Phật. Vòm trần phía trên bệ là bát quái, bánh xe bát quái tượng trưng cho luật pháp Phật giáo và vòng tròn luân hồi. Các bức tường bên ngoài mô tả các huyền thoại của Lào, và mặt sau của ngôi chùa được trang trí với một bức tranh khảm bằng thủy tinh mô tả "cây cuộc đời". Các bức tường bên ngoài của Khu bảo tồn Đức Phật nằm, còn được gọi là Nhà nguyện đỏ, được trang trí bằng tranh khảm.

## Văn hóa

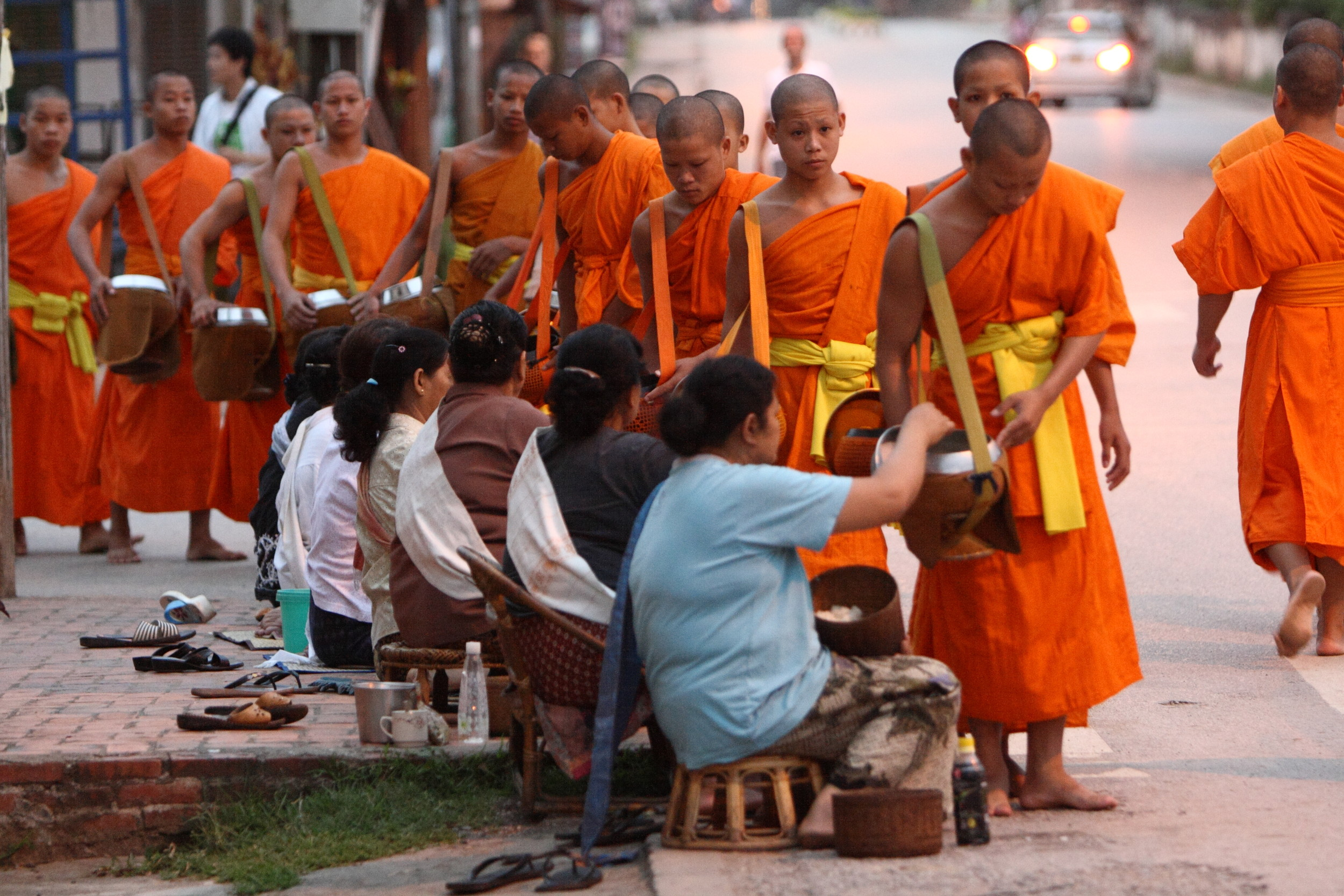
Lễ rước kiệu các nhà sư vào buổi sáng và nhận xôi của các gia đình

Lễ hội Bun Pi Mai diễn ra vào tháng 4 để chào mừng năm mới của Lào. Lễ kỷ niệm bao gồm Tak Bat, lễ rước kiệu các nhà sư đi qua chùa Wat Ho Siang. Đoàn Ballet Hoàng Gia biểu diễn tại nhà hát Phrolak-Phralam trên Cung điện Hoàng gia ở thủ phủ của tỉnh.

### Tra cứu
- Burke, Andrew; Vaisutis, Justine (ngày 1 tháng 8 năm 2007). Laos 6th Edition. Lonely Planet. tr. 25–. ISBN 978-1-74104-568-0.
- Bush, Austin; Elliot, Mark; Ray, Nick (ngày 1 tháng 12 năm 2010). Laos 7. Lonely Planet. tr. 156–. ISBN 978-1-74179-153-2.
- Cavendish, Marshall (tháng 9 năm 2007). World and Its Peoples: Eastern and Southern Asia. Marshall Cavendish Corporation. tr. 798–799. ISBN 978-0-7614-7639-9.
- Ray, Nick (ngày 11 tháng 9 năm 2009). Lonely Planet Vietnam Cambodia Laos & the Greater Mekong. Lonely Planet. tr. 33–. ISBN 978-1-74179-174-7.
- Ring, Trudy; Watson, Noelle; Schellinger, Paul (ngày 12 tháng 11 năm 2012). Asia and Oceania: International Dictionary of Historic Places. Taylor & Francis. tr. 530–. ISBN 978-1-884964-04-6.
- Savada, Andrea Matles (1995). Laos: a country study. Federal Research Division, Library of Congress. tr. 7–. ISBN 978-0-8444-0832-3.